# 嬌紅記
嬌紅記是明朝孟稱舜所寫，描述王嬌娘和書生申純的愛情因不被准許而雙雙殉情的悲劇。

## 劇情
取材於北宋宣和年間一個真實的故事，並根據元代宋梅洞小說《嬌紅傳》改編。
王嬌娘與申純相愛，婚事屢受間阻，終因抵擋不住帥節鎮的逼婚，最後雙雙殉情而死，死後合葬，名為「鴛鴦塚」。
劇本通過王嬌娘的嚴肅思考和清醒抉擇，明確地提出了追求「同心子」(亦即旨趣相投的心上人)的戀愛觀；並以殉情的悲劇對封建特權進行了批判。作者運用白描手法，傳情寫態，熔意鑄詞，把兩個悲劇主人公寫得十分生動，真切感人。

## 經典名句
王嬌娘：「死共穴，生同舍，便做連理共冢、共冢，我也心歡悅。」
申純：「我不怕功名兩字無，只怕姻緣一世虛。」

## 作者
宋梅洞，名遠，為宋末元初人。祖籍丹陽，後佔江西新淦為籍。